# Erebia shiroumana
Erebia shiroumana är en fjärilsart som beskrevs av Matsumura 1928. Erebia shiroumana ingår i släktet Erebia och familjen praktfjärilar. Inga underarter finns listade i Catalogue of Life.